# Concepción (departement van Misiones)
Concepción (Misiones) is een departement in de Argentijnse provincie Misiones. Het departement (Spaans:  departamento) heeft een oppervlakte van 752 km² en telt 9.085 inwoners.

## Plaatsen in departement Concepción
- Concepción de la Sierra
- Santa María